# Lasioglossum seminitens
Lasioglossum seminitens là một loài Hymenoptera trong họ Halictidae. Loài này được Cockerell mô tả khoa học năm 1929.

## Hình ảnh

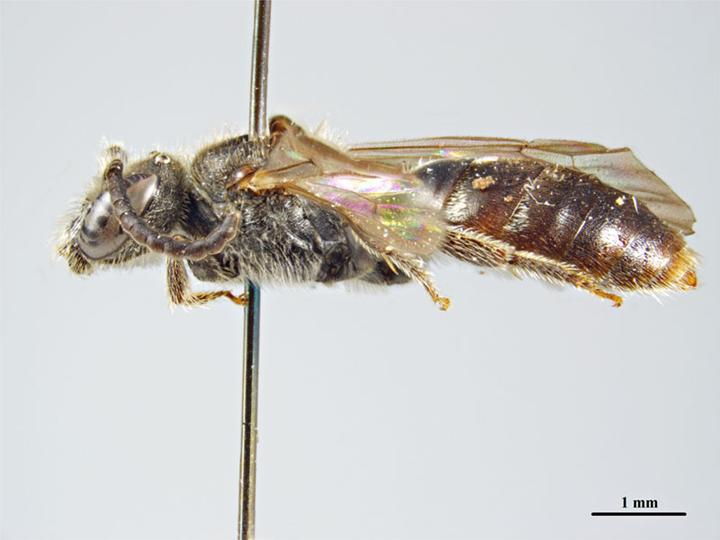